# Igaratá
Igaratá là một đô thị ở bang São Paulo của Brasil, trong tiểu vùng São José dos Campos.

## Địa lý
Đô thị này nằm ở vĩ độ 23º12'16" độ vĩ nam và kinh độ 46º09'22" độ vĩ tây, trên khu vực có độ cao 745 m. Dân số năm 2004 ước tính là 9.318 người.
Các đô thị giáp ranh gồm Joanópolis về phía bắc, São José dos Campos về phía đông, Jacareí về phía đông nam, Santa Isabel về phía tây nam, Nazaré Paulista và Piracaia về phía tây.

### Thông tin nhân khẩu
Dữ liệu dân số theo điều tra dân số năm 2000
Tổng dân số: 8.292
- Dân số thành thị: 5.877
- Dân số nông thôn: 2.415
- Nam giới: 4.298
- Nữ giới: 3.994

Mật độ dân số (người/km²): 28,27
Tỷ lệ tử vong trẻ sơ sinh dưới 1 tuổi (trên một triệu người): 15,42
Tuổi thọ bình quân (tuổi): 71,46
Tỷ lệ sinh (số trẻ trên mỗi bà mẹ): 2,61
Tỷ lệ biết đọc biết viết: 85,82%
Chỉ số phát triển con người (HDI-M): 0,764
- Chỉ số phát triển con người - Thu nhập: 0,682
- Chỉ số phát triển con người - Tuổi thọ: 0,774
- Chỉ số phát triển con người - Giáo dục: 0,837

(Nguồn: IPEADATA)

### Sông ngòi
- Sông Paraiba do Sul
- Represa de Jaguari

### Các xa lộ
- SP-56
- SP-65